# Васильківський історико-краєзнавчий музей
Васильківський історико-краєзнавчий музей — історико-краєзнавчий музей у районному центрі Київської області місті Василькові; зібрання матеріалів і предметів з історії, етнографії та культури, видатних осіб Васильківщини.
Музей розташований у приміщенні Васильківського будинку культури в середмісті по вулиці Володимирська, 2.

## З історії та експозиції
Історико-краєзнавчий музей у Василькові був заснований на громадських засадах 30 грудня 1982 року. 
У створенні закладу активну роль відіграв житель міста краєзнавець В. Вербицький. Завдяки його творчій пошуковій роботі були значно поповнені експозиційні фонди музею. 
У теперішній час фонди Васильківського історико-краєзнавчого музею складають близько 1 200 експонатів, які відображають історію Васильківського краю на різних етапах його розвитку. Зокрема, відділами музею є:
- археологічний — артефакти, що відносяться до кам'яної доби, знайдені на території майолікового заводу: бивні і кістки мамонта; предмети, виявлені біля села Гвоздова: кам'яні сокири, крем'яні ножі, наконечники стріл, долото та інші знаряддя; добу міді та бронзи представлено предметами, зокрема ліпним глиняним посудом трипільської культури; особливу групу археологічних знахідок у музеї становлять речі зі скіфських курганів: предмети поховальних культів, посуд, прикраси, зброя тощо; нарешті давньоруський період репрезентують окремі предмети, в тому числі виявлені під час розкопок у районі Василівського дитинця в ході археологічної експедиції 1985 року;
- етнографічний, історії та побуту XIX століття — в експозиції представлені знаряддя праці, посуд та одяг, якими користувалися васильківчани в минулому;
- відділ колективізації 1920—30-х років — речі і знаряддя праці колгоспників, фото- і архівні матеріали, що відносяться до періоду;
- культурного розвитку Васильківщини — серед іншого привертає увагу експонат — вбрання відомої української актриси Марії Заньковецької, в якому вона грала роль Варки у виставі «Чарівниця». Корифейка театру опікувалась театральним гуртком, створеному на васильківському шкіряному заводі Вайсберга;
- відділ «Вони захищали Батьківщину» — знайомить з героями-визволителями Васильківщини від німецько-фашистських загарбників: предмети, документи, фотографії того часу, мемуари учасників тих подій;
- відділ декоративно-ужиткового мистецтва — тут з-поміж іншого представлені, зокрема, вироби майстрів Васильківського майолікового заводу.

До Васильківського історико-краєзнавчого музею належить філія «Декабристи на Васильківщині», яка розташована в архітектурній пам'ятці міста — адміністративному будинку 1817 року, і висвітлює діяльність Васильківської управи Південного товариства декабристів. Тут, зокрема, збереглася камера, у якій після арешту перебували С. Муравйов-Апостол та М. Бестужев-Рюмін. 
Співробітники Васильківського історико-краєзнавчого музею перебувають у постійному творчому пошуку, збирають і систематизують нові матеріали, проводять пошукові та науково-дослідні роботи. Багато робиться щодо пропаганди історії рідного краю серед учнівської молоді, населення міста.

## Джерело
- Васильків. Історико-краєзнавчий музей. // Васильків. Карта міста («Обличчя міста»), К.: ДНВП «Картографія», 2009 (матеріал підготувала директор Васильківського краєзнавчого музею Р. Ліпчанська)